# Euplectrus brasiliensis
Euplectrus brasiliensis är en stekelart som beskrevs av William Harris Ashmead 1904. Euplectrus brasiliensis ingår i släktet Euplectrus och familjen finglanssteklar.
Artens utbredningsområde är Bolivia. Inga underarter finns listade i Catalogue of Life.